# Мистихтис
Мистихтис, или филиппинский бычок, или синапаран (лат. Mistichthys luzonensis), — вид лучепёрых рыб из подсемейства Gobionellinae, единственный представитель рода Mistichthys. Эндемик Филиппин, где встречается вдоль реки Бикол и в озерах Бухи, Бато, Катугдай и Манапао (оба в Бухи) в Камаринес-Сур и в озере Данао в Поланги, Албай.
Рыба вырастает до 2,5 см в длину. Она прозрачная, с несколькими темными пятнами и черными глазами.
Пресноводная рыба, обитает в озёрах от береговой линии до глубины 12 метров.

## Хозяйственное значение
Считается деликатесом и имеет экономическое значение на местном уровне. Она занесена в Книгу рекордов Гиннесса как «самая маленькая промысловая рыба». Его собирают с помощью сетей и пальмовых листьев. Он имеет тенденцию к стайному образу жизни, что облегчает его поимку. Его начали вылавливать в большом количестве с 1940-х годов, когда впервые стал популярным в качестве пищи. Его жарят или варят и подают с овощами.
К 1990-м годам стало ясно, что мистихтис подвергся чрезмерному вылову и находится на грани исчезновения. На него также негативно повлияли интродуцированные виды рыб в его родных озёрах, особенно нильская тиляпия (Oreochromis niloticus). Принятые меры по сохранению включают перевод тысяч особей в более безопасные озера, где они могли бы эффективно размножаться. Транспортировка рыбы была трудной, потому что она очень хрупкая, и более половины каждой партии погибло во время процесса. К 2001 году появились свидетельства успешного размножения в новой среде обитания.